# 쌍춘
쌍춘은 대한민국의 캘리그래피 예술가이다.

## 주요활동
- 캘리그라피 디자인 : 젠틀몬스터, 슈콤마보니, 한화생명[1], 아리랑 TV[2], 서울시립미술관[3], (사)한국시각장애인연합회[4], 에스더 포뮬러[5], 아디오스 오디오[6], 보통소녀[7] 등의 광고, 로고 디자인, 북커버, 간판, BI, CI 등의 상업 캘리그라피 활동
- 순수 캘리그라피 (전시) : (사)한국캘리그라피디자인협회[8] 정기회원전, 캘리그라피 콘서트[9], 한일캘리그라피 교류전[10], 한글 멋글씨전, 모노씨 회원전, 한글일일달력전[11], 예술의 전당 서예 박물관 재개관 기념전, 붓띠끄 회원전 등.
- 캘리그라피 교육 : 모노디 아트센터[12] 캘리그라피 강사, 넥슨[13] 캘리그라피 특강, YBM[14]캘리그라피 특강, 현대제철[15]신입사원 특강, 한국 과학기술원 캘리그라피 특강 등.
- 캘리그라피 행사 : ADT 캡스[16] 캘리그라피 행사, 현대자동차[17] 캘리그라피 행사, 삼성[18] 포럼 캘리그라피 행사, 폭스바겐[19] 캘리그라피 행사 등.